# 钱弘僔
钱弘僔（925年—940年），杭州錢塘（今浙江杭州）人，五代十國的吳越國國王钱元瓘的第五子，因为前四个儿子都是义子，所以是实际的长子，武肃王钱镠的孙子。母亲鄜夫人。
钱弘僔和忠逊王钱弘倧都是鲁国夫人鄜氏所生。有谶语说“有一真人在冀州，开口张弓左右边，子子孙孙万万年”（应指赵弘殷）。于是南唐李璟给儿子起名李弘冀。錢元瓘的儿子亦以弘字排行。錢元瓘四十岁才有亲生子，非常钟爱。
天福二年（937年）夏四月丁亥，父錢元瓘得封吴越国王。丙丁，封钱弘僔为世子。天福四年（939年），敕授果州团练使。累奏授两浙副大使，检校太尉。天福五年四月廿九日，钱弘僔去世，年十六岁。谥号孝献。安葬在钱塘天竺前山，改世子府为瑶台院。